# Fever (musikalbum av Bullet for My Valentine)
Fever är metalcorebandet Bullet for My Valentines tredje studioalbum, utgivet den 26 april 2010.

## Låtlista
1. "Your Betrayal" - 4:51
2. "Fever" - 3:57
3. "The Last Fight" - 4:19
4. "A Place Where You Belong" - 5:06
5. "Pleasure and Pain" - 3:53
6. "Alone" - 5:56
7. "Breaking Out, Breaking Down" - 4:04
8. "Bittersweet Memories" - 5:08
9. "Dignity" - 4:28
10. "Begging for Mercy" - 3:56
11. "Pretty On the Outside" - 3:55